# 迪米特里奥斯·伦兹拉斯
迪米特里奥斯·伦兹拉斯（希臘語：Δημήτριος Λούνδρας，1885年9月6日—1970年2月15日），希腊男子竞技体操运动员。他曾代表Ethnikos Gymnastikos Syllogos队获得1896年夏季奥运会体操比赛男子团体双杠铜牌。